# هيرويوكي يوشينو (سيناريست)
هيرويوكي يوشينو (باليابانية: 吉野 弘幸) (ولد في 2 يونيو 1970 في محافظة تشيبا) هو كاتب سيناريو ياباني. كتب عدة مسلسلات أنمي لصالح استوديو صنرايز، من بينها ماي-هيمي وماي-أوتومي.

## السيرة الذاتية
تخرج يوشينو من جامعة واسيدا من كلية الأدب، ثم انضم إلى طاقم تحرير مجلة أنيميج الصادرة عن توكوما شوتين ككاتب. خلال عمله هناك، عرض عليه المنتج "ناوتاكي فوروساتو" من استوديو صنرايز منصب كاتب سيناريو. كانت أولى مشاريعه كرئيس للكتابة وكمشرف على بناء القصة في مسلسل ماي-هيمي، وتابع الإشراف على الأعمال المشتقة منه مثل ماي-أوتومي وماي-أوتومي زوي.
شارك يوشينو في تأليف نسخة المانغا من ماي-أوتومي بالتعاون مع "تاتسوهيتو هيغوتشي"، كما كتب العديد من سلاسل المانغا الأخرى. كما عمل كمساعد لمشرف السلسلة الرئيسي إيشيرو أوكوشي في موسمي مسلسل كود غياس. من بين أعماله الأخرى مع استوديوهات مختلفة: ماكرس فرونتير، ودينبا تيكي نا كانوجو، وصوت السماء، والرقص في حديقة مصاصي الدماء، وغولتي كراون.

## أعماله

### سلاسل الأنمي المُتلفز
- Gear Fighter Dendoh (2000–2001)
- كرش جير (2001–2003)
- Mobile Suit Gundam Seed (2002–2003)
- فريق الإنقاذ الآلي (2003)
- ماي هيمي  [لغات أخرى]‏ (2004–2005)
- البدلة المتنقلة جاندام سيد ديستني (2005)
- My-Otome (2005–2006)
- Code Geass: Lelouch of the Rebellion (2006–2007): assistant head writer
- Idolmaster: Xenoglossia (2007)
- Macross Frontier (2008)
- Code Geass: Lelouch of the Rebellion R2 (2008): assistant head writer
- الخادم الأسود  (2008–2009)
- داركر ذان بلاك (2009)
- صوت السماء (2010)[2]
- Dance in the Vampire Bund (2010)[3]
- فراكتال (2010–2011)
- غيلتي كراون (2011–2012)[4]
- أكسل وورلد (2012)[5]
- ماغي (مانغا) (2012–2013)[6]
- Vividred Operation (2013)[7]
- A Certain Scientific Railgun S (2013)
- ضرب الدم (2013–2014)[8]
- Magi: The Kingdom of Magic (2013–2014)
- ناغي-آسو: هدوء في البحر (2013–2014)
- Black Butler: Book of Circus (2014)[9]
- Trinity Seven (2014)[10]
- وورلد تريغر (2014–2016, 2021–2022)[11]
- مجموعة كانتاي  [لغات أخرى]‏ (2015)
- Rin-ne (2015–2016)
- Heavy Object (2015–2016)[12]
- إيزيتّا، الساحرة الأخيرة  [لغات أخرى]‏ (2016)[13]
- Mobile Suit Gundam: Iron-Blooded Orphans (2016–2017)
- السجل المتسلسل  [لغات أخرى]‏ (2017)
- حكّام كرونوس  [لغات أخرى]‏ (2017)
- MARGINAL #4 (2017)
- A Certain Magical Index III (2018–2019)[14]
- تسوروني (2018–2019)
- GeGeGe no Kitarō 6th series (2018–2020)
- فيلق كوتوبوكي الجوي في البرية (2019)
- Tropical-Rouge! Pretty Cure (2021–2022)
- Black Butler: Public School Arc (2024)[15]
- Bye Bye, Earth (2024)[16]

### أفلام أنمي
- Macross Frontier: Itsuwari no Utahime (2009)
- Macross Frontier: Sayonara no Tsubasa (2011)[17]
- A Certain Magical Index: The Movie – The Miracle of Endymion (2013)[18]
- الخادم الأسود: كتاب الأطلنتيك (2017)[19]
- Birth of Kitarō: The Mystery of GeGeGe (2023)[20]

### الأوڤا
- My-Otome Zwei (2006-2007)
- Denpa teki na Kanojo (2009)
- Black Butler: Book of Murder (2015)
- Exodus! Exit Tokyo (2015)
- The Third Girls Aerial Squad: Falling Angel (2015)
- Strike the Blood: Kingdom of the Valkyria (2015)
- Strike the Blood II (2016–2017)
- Strike the Blood III (2018–2019)
- Strike the Blood IV (2020–2021)
- Strike the Blood Final (2022)[21]